# Terezópolis de Goiás
Terezópolis de Goiás är en kommun i Brasilien.   Den ligger i delstaten Goiás, i den centrala delen av landet, 140 km sydväst om huvudstaden Brasília. Antalet invånare är 6 562. Arean är 107 kvadratkilometer.
Terrängen i Terezópolis de Goiás är platt åt sydväst, men åt nordost är den kuperad.
Omgivningarna runt Terezópolis de Goiás är huvudsakligen savann. Runt Terezópolis de Goiás är det ganska tätbefolkat, med 58 invånare per kvadratkilometer.